# Kanton Valence-1
Kanton Valence-1 is een kanton van het Franse departement Drôme. Het kanton maakt deel uit van het arrondissement Valence.

## Gemeenten
Het kanton Valence-1 omvatte tot 2014 een deel van de gemeente:
- Valence

Dit betrof de wijken:
- Centre-ville
- Faventines
- Les Alpes
- Vieux-Valence

Na de herindeling van de kantons door het decreet van 20 februari 2014, met uitwerking op 22 maart 2015, omvat het kanton de gemeenten: 
- Bourg-lès-Valence
- Saint-Marcel-lès-Valence
- Valence (hoofdplaats) ( oostelijk deel )